# Petrophassa
Petrophassa es una género de aves columbiformes de la familia Columbidae. Son conocidas como palomas roqueras y se distribuyen en Australia.

## Especies
Se reconocen dos especies:
- Petrophassa albipennis Gould, 1841 – paloma roquera aliblanca;
- Petrophassa rufipennis Collett, 1898 – paloma roquera alirrufa.